# Janice Murphy
Janice Gabrielle Murphy później Janice Talbot i Janice Cameron (ur. 20 lutego 1947 w Sydney, zm. 30 kwietnia 2018) – australijska pływaczka. Srebrna medalistka olimpijska z Tokio.
Zawody w 1964 były jej jedynymi igrzyskami olimpijskimi. Medal zdobyła w sztafecie 4x100 metrów stylem dowolnym. Australijską sztafetę tworzyły również Dawn Fraser, Robyn Thorn i Lyn Bell. Zdobyła trzy medale Igrzysk Imperium Brytyjskiego i Wspólnoty Brytyjskiej w 1966. Indywidualnie była druga na 440 jardów stylem zmiennym i trzecia na 110 jardów stylem dowolnym oraz była druga w sztafecie w stylu dowolnym. Po zakończeniu kariery pracowała jako trenerka, m.in. swego syna Scotta Talbota, olimpijczyka w barwach Nowej Zelandii.